# Nemoraea dotata
Nemoraea dotata là một loài ruồi trong họ Tachinidae.